# قطعنامه ۴۰۶ شورای امنیت
قطعنامه ۴۰۶ شورای امنیت سازمان ملل متحد که در تاریخ ۲۵ مه ۱۹۷۷ تصویب شد، سندی بین‌المللی دربارهٔ بوتسوانا-رودزیای جنوبی است. این قطعنامه طی نشست ۲٬۰۰۸ام تصویب شد.